# Laetitia Dugain
Laetitia Dugain (ur. 27 listopada 1992 w Annecy) – francuska gimnastyczka, reprezentantka klubu Indépendante Stéphanoise.
Na igrzyskach w 2008 startowała w następujących konkurencjach:
- wielobój drużynowo - 7. miejsce
- wielobój indywidualnie - 23. miejsce
- ćwiczenia wolne - 33. miejsce w kwalifikacjach
- ćwiczenia na poręczach - 34. miejsce w kwalifikacjach
- ćwiczenia na równoważni - 26. miejsce w kwalifikacjach

Była najmłodszą osobą reprezentującą Francję na tych igrzyskach.
W 2008 roku zajęła trzecie miejsce w wieloboju drużynowym na mistrzostwach Europy.
Zaczęła uprawiać gimnastykę w wieku 6 lat.
W maju 2009, w wieku niespełna 16 lat, postanowiła zakończyć karierę przez powtarzające się urazy.
Mieszka w Saint-Étienne.